# Битва в Манільській бухті (1898)
14°29′ пн. ш. 120°56′ сх. д. / 14.49° пн. ш. 120.93° сх. д.

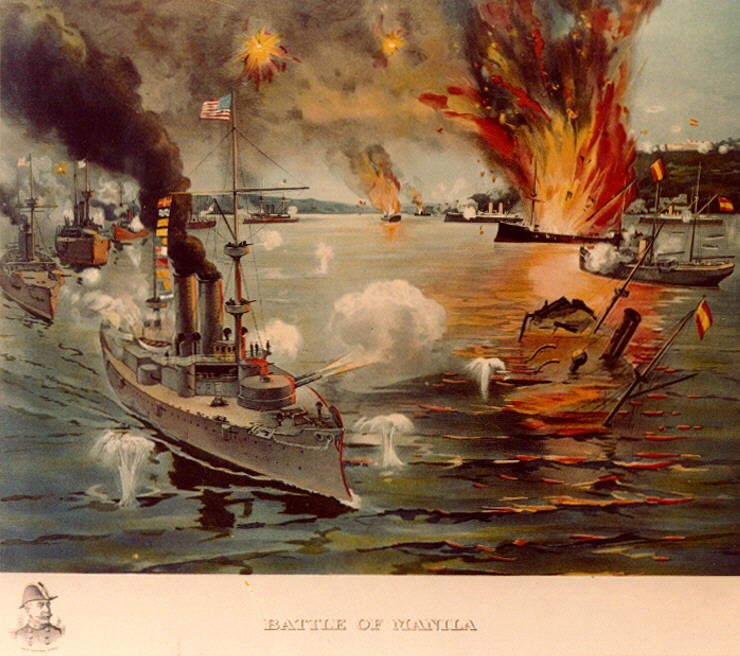
Флагман американської ескадри «Олімпія» під час битви в Манільській бухті

Битва в Манільскій бухті (англ. Battle of Manila Bay) у іспанській історіографії відома як битва при Кавіте (ісп. Batalla de Cavite) — морська битва у ході іспано-американської війни. Відбулася 1 травня 1898 року на Філіппінах у Кавіте поблизу Маніли між американською Азійською ескадрою комодора Джорджа Дьюї та іспанською контр-адмірала Патрісіо Монтехо.

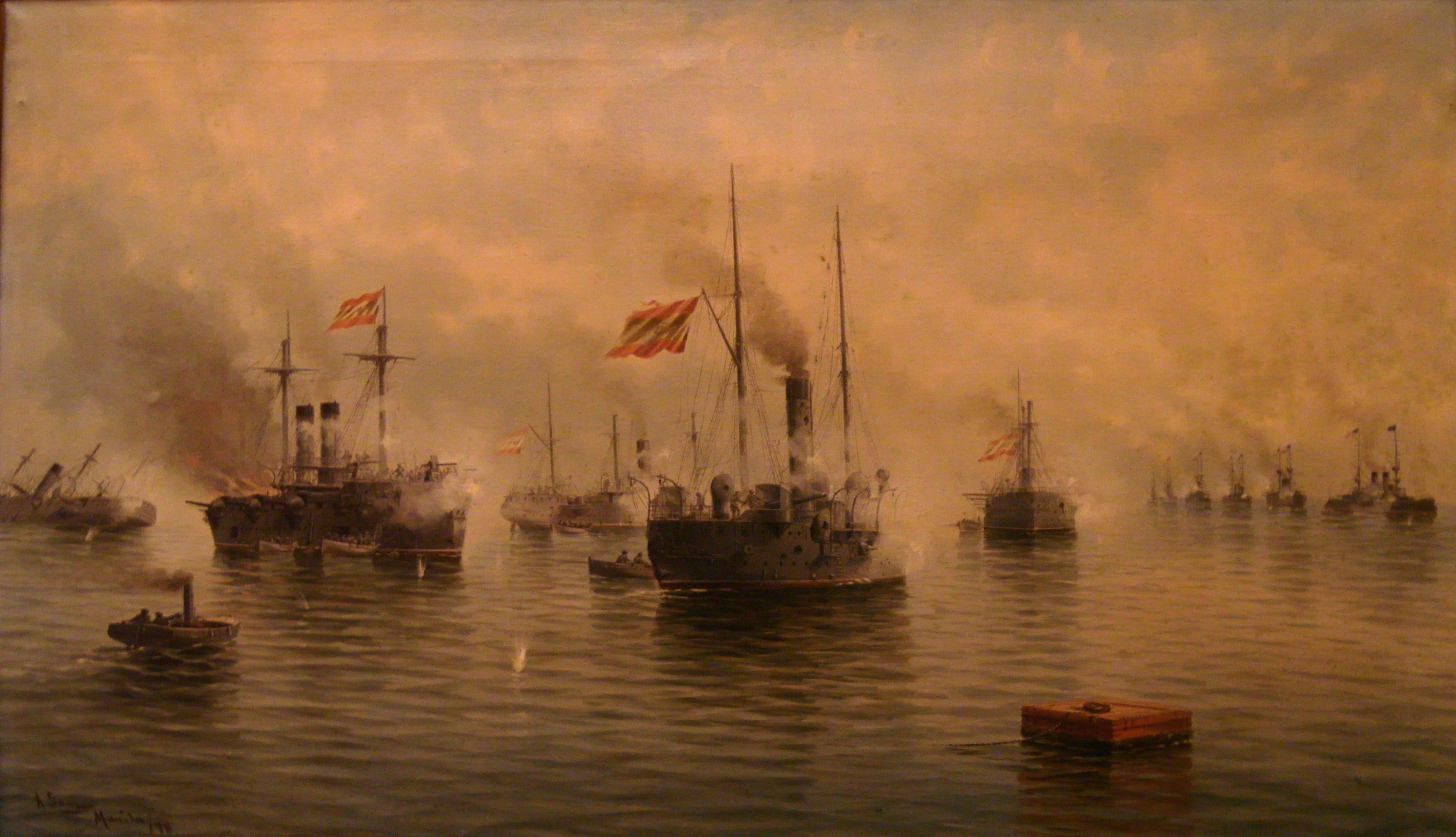
Іспанська ескадра під час битви в Манільскій бухті, картина Ільдефонсо Сант Доменеха (Ildefonso Sanz Doménech)

У ході цієї битви американські сили, на боці яких була технічна перевага (4 захищені крейсери та 2 канонерські човни) атакували іспанський флот (2 застарілі пронепалубні крейсери, 5 незахищених крейсерів та 5 канонерських човнів). У результаті всі іспанські кораблі були потоплені практично без втрат з американського боку. Це була перша перемога ВМС США у ескадренному бою з флотом великої держави. Велика американська перемога буквально через тиждень після початку війни справила значний психологічний вплив на обидві сторони конфлікту.